# Duke of Connaught and Strathearn

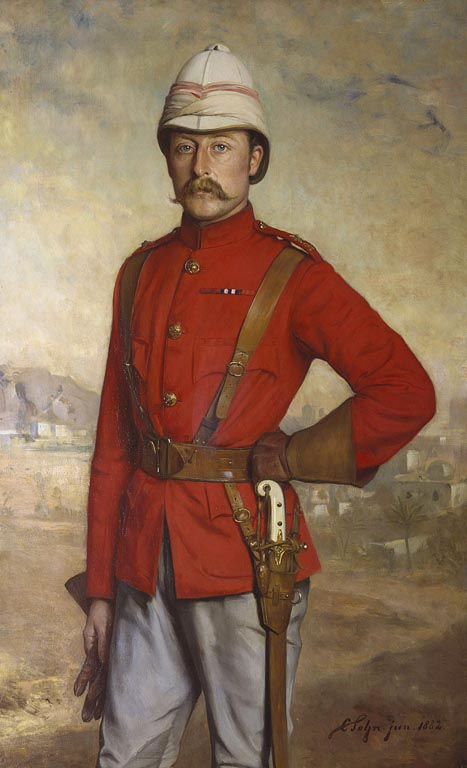
Prinz Arthur, 1. Duke of Connaught and Strathearn, 1882

Duke of Connaught and Strathearn war ein erblicher britischer Adelstitel in der Peerage of the United Kingdom.

## Verleihung
Der Titel wurde am 24. Mai 1874 von der britischen Königin Victoria ihrem dritten Sohn Arthur William Patrick Albert verliehen. Zusammen mit dem Dukedom wurde ihm der nachgeordnete Titel Earl of Sussex verliehen.
Traditionell erhielten die Mitglieder der königlichen Familie Titel, die mit den Landesteilen England, Schottland und Irland verbunden waren. Der erste Teil des Titels Duke of Connaught and Strathearn wurde nach einer der vier irischen Provinzen benannt, die heute Connacht heißt; der zweite Teil nach dem mittelalterlichen schottischen Earldom Strathearn. Zur Zeit seiner erstmaligen Verleihung wurde davon ausgegangen, dass dieser erbliche Titel fortan dem dritten Sohn des regierenden Monarchen verliehen werden würde, soweit er verfügbar war. Der erste Sohn erhielt üblicherweise den Titel Duke of Cornwall und Duke of Rothesay und später den Titel Prince of Wales. Dem zweiten Sohn wurde häufig der Titel Duke of York verliehen, soweit dieser frei war.
Nachdem (1922) 26 der 32 irischen Grafschaften aus dem Vereinigten Königreich ausschieden und die spätere Republik Irland bildeten, wurden Titel, die Bezug zu einer dieser 26 Grafschaften hatten, nicht mehr verliehen.
Nach dem Tod Prinz Arthur am 16. Januar 1942 erbte dessen Enkel Alastair die Titel. Dieser verstarb am 26. April 1943 ohne männliche Nachkommen und die Titel erloschen.
Es wurde vermutet, dass Königin Elisabeth II. nach einer Verbesserung der Beziehungen zwischen dem Vereinigten Königreich und der Republik Irland ihrem dritten Sohn Edward den Titel verleihen würde – dazu kam es jedoch nicht. Sie verlieh hingegen ihrem Enkelsohn, dem künftigen Thronfolger William, anlässlich seiner Hochzeit am 29. April 2011 unter anderem den Titel eines Earl of Strathearn.

## Liste der Dukes of Connaught and Strathearn (1874)
- Prinz Arthur, 1. Duke of Connaught and Strathearn (1850–1942)
- Alastair, 2. Duke of Connaught and Strathearn (1914–1943)